# Pracheachon
Die Pracheachon (Khmer ក្រុមប្រជាជន Krŏm Pracheachon „Gruppe des Volkes“ oder „Volkspartei“) war eine linksgerichtete Partei in Kambodscha, die von 1954 bis 1962 und kurzzeitig 1972 bestand. Die Partei nahm erfolglos an mehreren Parlamentswahlen teil. Aufgrund massiver Wahlmanipulationen und Verfolgungen durch die Sicherheitsbehörden konnte die Partei nie einen Parlamentssitz erringen.

## Geschichte

### Gründung
Die Partei wurde kurz nach der Unabhängigkeit des Landes 1954 gegründet und galt als legale Tarnorganisation der seit 1951 bestehenden kommunistischen Revolutionären Volkspartei der Khmer. Bei vielen Gründungsmitgliedern handelte es sich um ehemalige Kämpfer der Khmer Issarak, die im Indochinakrieg an der Seite der Việt Minh gegen die französische Kolonialmacht gekämpft hatten. Zu den Gründern gehörte aber auch der junge Marxist Saloth Sar (später bekannt als Pol Pot), der kurz zuvor von seinem Studium in Frankreich zurückgekehrt war.

### Wahlteilnahmen und Repressionen
Nach der Unabhängigkeit des Landes von Frankreich gründete König Norodom Sihanouk 1955 seine eigene Partei, die Sangkum Reastr Niyum. Um an den Wahlen teilnehmen zu können, verzichtete er im gleichen Jahr auf die Königswürde und übergab das Amt an seinen Vater. Aufgrund der Popularität der Königsfamilie und aufgrund der Macht im Beamtenapparat sowie mit Postenversprechen konnte Sihanouk Vertreter der meisten anderen Parteien in die Sangkum Reastr Niyum locken. Nur die Demokratische Partei und Pracheachon blieben als Konkurrenz und wurden von der Polizei drangsaliert.
Bei der manipulierten Wahl gewann Sangkum alle Mandate im Parlament, Stimmen für Pracheachon wurden von den Beamten vielerorts einfach nicht mitgezählt. Die Pracheachon konnte nur mit 34 Kandidaten antreten und erhielt offiziell 31.034 Stimmen (rund 4 Prozent), womit sie aufgrund des Mehrheitswahlrechts keinen einzigen Sitz im Parlament erhielt. Der Historiker Ben Kiernan schätzt, dass in freien und fairen Wahlen Pracheachon zumindest sechs oder sieben Sitze errungen hätte, was sie möglicherweise zum „Zünglein an der Waage“ zwischen Sihanouks Sangkum und der oppositionellen Demokratischen Partei gemacht hätte. Sihanouk selbst bezeichnete drei Jahre später in einem Artikel in der Zeitschrift France-Asie sogar 39 Bezirke als „rot“ oder „rosa“ (d. h. Pracheachon bzw. den Kommunisten zuneigend), womit er die Wahlfälschung implizit eingestand.
Zur Parlamentswahlen 1958 konnte die Partei nur fünf Kandidaten aufstellen, die jedoch weder Versammlungen abhalten noch ihr Wahlprogramm veröffentlichen durften und von denen sich vier bis zum Wahltermin wieder zurückzogen. Das Informationsministerium und die Sangkum führten eine antikommunistische Kampagne: Plakate zeigten von den Việt Minh und ihren kambodschanischen Verbündeten zerstörte Züge und Häuser, Verwundete und erbeutete Waffen. Pracheachon wurde in Slogans als „Verräter an der Nation, Religion und am Thron“ abgestempelt, ihr wurde vorgeworfen, das Land zu ruinieren und an Ausländer zu verkaufen. Der Parteivorsitzende Keo Meas kandidierte als Einziger in der Hauptstadt Phnom Penh, erhielt nach offiziellen Ergebnissen aber nur 396 Stimmen (bei insgesamt sehr geringer Wahlbeteiligung). Aus Furcht vor Verhaftung floh Keo Meas aus der Hauptstadt aufs Land und ging nahe der Grenze zu Vietnam in den Untergrund. Stattdessen wurde Pol Pot Parteisekretär in Phnom Penh.
Parallel dazu kooptierte Sihanouk junge Vertreter der Linken wie Hou Yuon und Hu Nim in die Sangkum und bot ihnen Regierungsposten an. Sihanouk bevorzugte die jüngeren Kommunisten, die in Frankreich studiert hatten, gegenüber den älteren, von den Việt Minh ausgebildeten, weil er hoffte, dass erstgenannte mit der Zeit „verbürgerlichen“ und von ihren bäuerlichen Genossen entfremden würden. Die eigentliche Kommunistische Partei benannte sich 1960 auf ihrem geheimen Zweiten Parteitag in einem Gebäude auf dem Bahnhofsgelände von Phnom Penh in Arbeiterpartei von Kampuchea um. Tou Samouth wurde zum Generalsekretär, Pol Pot und Nuon Chea ins Politbüro gewählt.
Möglicherweise gegen den Willen des Politbüros der Arbeiterpartei beschloss Pracheachon zunächst, auch an den Parlamentswahlen 1962 teilzunehmen. Sihanouk ließ die Partei jedoch offiziell auflösen und ihre Vertreter reihenweise verhaften. Khieu Samphan trat, wie zuvor Hou Yuon und Hu Nim, dem linken Flügel der Sangkum Reastr Niyum bei. Viele andere gingen in den Untergrund oder flüchteten nach Nordvietnam. Der noch stärker im Verborgenen operierende Führungszirkel der Kommunistischen Partei – nach Tou Samouths Tod von Pol Pot geleitet – zog sich in die nordöstliche Provinz Ratanakiri zurück, wo er sich weiter radikalisierte.

### Pracheachon in der Khmer-Republik
Prinz Sihanouk und seine Sangkum Reastr Niyum wurden bei einem unblutigen Putsch 1970 von Premierminister und General Lon Nol gestürzt, der die Khmer-Republik ausrief. Um ihren Unterstützern in den USA demokratische Verhältnisse vorzuspielen, wurden 1972 Parlamentswahlen abgehalten, die jedoch von der Demokratischen wie der Republikanischen Partei Kambodschas boykottiert wurden. Damit seine Sozialrepublikanische Partei nicht als einzige antreten musste, ließ Lon Nols Bruder Lon Non wieder eine Partei namens Pracheachon gründen. Dieser gehörten unter anderem Pol Pots Bruder Saloth Chhay und Khieu Samphans Bruder Khieu Seng Kim an. Ihre Kandidatur hatte nur eine Alibifunktion, die Sozialrepublikanische Partei gewann alle Sitze im Parlament. Daraufhin wurde die Pracheachon wieder aufgelöst.